# 田辺栄吉
田辺 栄吉（たなべ えいきち、1924年（大正13年）7月20日 - 2017年（平成29年）4月6日）は、日本の政治家。青梅市長。

## 略歴
東京府西多摩郡青梅町(現在の東京都青梅市)生まれ。慶應義塾大学経済学部卒。卒業後は釜屋取締役となり、のち代表取締役となる。その後、青梅市議会議員となる。1973年6月13日から1975年4月30日まで、第15代青梅市議会副議長を務め、1977年6月6日から1979年4月30日まで第16代青梅市議会議長を務めた。1987年、田辺は自民党・公明党・民社党から推薦を受け、青梅市長選挙に立候補した。共産党推薦の元市議吉永洋司という新人同士の一騎打ちとなったが、前市長山崎正雄の政策引き継ぎを訴えた田辺が7割以上を得票する大差で初当選した。同年11月30日に市長に就任した。
その後、圏央道のインターチェンジ予定地周辺の整備などを訴え2選を果たした。

### 1995年青梅市長選挙
これまでの実績をアピールして、共産党推薦の新人ら2人を破って3選を果たした。
※当日有権者数：-人 最終投票率：40.97%（前回比：-pts）
| 候補者名 | 年齢 | 所属党派 | 新旧別 | 得票数   | 得票率 | 推薦・支持           |
| -------- | ---- | -------- | ------ | -------- | ------ | -------------------- |
| 田辺栄吉 | 71   | 無所属   | 現     | 30,250票 | 73.7%  | 自由民主党・公明推薦 |
| 中村泰三 | 66   | 無所属   | 新     | 8,351票  | 20.4%  | 日本共産党推薦       |
| 柳沼信幸 | 47   | 無所属   | 新     | 2,421票  | 5.9%   | -                    |

また、シーボルトの子孫が青梅市に定住していることを契機とした、蘭学研究の功績により、第3回杉田玄白賞（小浜市）を受賞した。著書に、『多摩と蘭学』『杉田玄白著「蘭学事始」物語』など。
2017年4月6日、肺炎のため死去。葬儀は青梅市民斎場で執り行われた。